# Chaleurs profondes
Série Schulmädchen-Report
Bacchanales érotiques (de)
(1972) Lolita super sexy (de)
(1973)
Pour plus de détails, voir Fiche technique et Distribution.
Chaleurs profondes (titre original : Schulmädchen-Report. 5. Teil: Was Eltern wirklich wissen sollten) est un film allemand réalisé par Walter Boos (de) et Ernst Hofbauer, sorti en 1973.
Il appartient au genre Report-Film (de), version allemande du mondo, et constitue le cinquième volet de la série à succès Schulmädchen-Report.

## Synopsis
Les aventures sexuelles de jeunes filles encore à l'âge d'aller à l'école sont racontées en sept épisodes. 
- L'étudiante Petra et ses deux amies séduisent le timide professeur stagiaire Flieder Bäumer lors d'une randonnée en classe pendant une courte absence de sa stricte supérieure, Mlle Berghold.
- L'écolière Margit Kessler entame une relation avec son grand-père et est accusée par ses parents de le séduire.
- Eva Steiner s'en prend à l'aumônier, qui finit par la mettre enceinte. Lorsqu'il découvre sa grossesse, il abandonne son sacerdoce et devient le mari d'Eva.
- Le couple Gabi et Peter ont des problèmes pour avoir des relations sexuelles, mais le sous-locataire Forstmann et tante Erika sont prêts à donner des cours.
- Les écolières Uschi et Inge séduisent Luigi et Franz, deux plombiers engagés pour effectuer des travaux dans les toilettes d'un gymnase scolaire
- Steffi rencontre Edgar, un homme marié, dans un bar et perd sa virginité avec lui. Lorsqu'il la quitte, elle devient une fille légère et commence à avoir des relations sexuelles avec de nombreux hommes. Invitée à une fête par des camarades de classe sexuellement frustrés, elle est violée par eux.
- La sensible Ruth est constamment taquinée par ses amies parce qu'elle est toujours vierge. Lorsque la jeune fille leur parie qu'elle va bientôt coucher avec un homme, ses amis engagent le coureur de jupons Henry pour la draguer. Mais l'amour va naître entre Ruth et Henry.

## Fiche technique
- Titre original : Schulmädchen-Report. 5. Teil: Was Eltern wirklich wissen sollten
- Titre français : Chaleurs profondes
- Réalisation : Walter Boos (de), Ernst Hofbauer assistés de Frank Guarente
- Scénario : Günther Heller
- Musique : Gert Wilden
- Direction artistique : Peter Rothe
- Photographie : Klaus Werner (de)
- Montage : Herbert Taschner (de)
- Production : Wolf C. Hartwig
- Société de production : Rapid Film
- Société de distribution : Constantin Film
- Pays d'origine :  Allemagne de l'Ouest
- Langue : Allemand
- Format : Couleur - 1,66:1 - mono - 35 mm
- Genre : Érotique
- Durée : 86 minutes
- Dates de sortie :
  -  Allemagne de l'Ouest : 13 avril 1973.
  -  Japon : 2 mars 1974.
  -  Danemark : 27 mai 1974.
  -  France : 23 juillet 1975[2].
  -  Finlande : 4 août 1977.

## Distribution
- Ulrike Butz : Petra
- Gunther Möhner : le professeur stagiaire Flieder Bäumer
- Elisabeth Welz (de) : Mlle Berghold
- Judith Armbrüster (de) : l'amie de Petra
- Cleo Kretschmer : l'amie de Petra
- Rosl Mayr (de) : Mme la Directrice
- Sonja Jeannine : Margit Maria Kessler
- Helmut Brasch (de) : Grand-père Kessler
- Willy Harlander : Werner Kessler
- Erika Blumberger : Mme Kessler
- Ingrid Steeger : Eva Steiner
- Frank Nossack (de) : l'aumônier Steinmann
- Marina Blümel : Gabi Mallrath
- Günther Kieslich (de) : sous-locataire Forstmann
- Maria Raber : Tante Erika
- Rinaldo Talamonti (de) : Luigi
- Marisa Feldy : Steffi Bornemann
- Philippe Gasté : Edgar Santen
- Monika Hagen : Ruth
- Peter Kranz : Henry
- Andrea L'Arronge (de) : la camarade de classe de Ruth
- Ekkehardt Belle : Mike
- Ludwig Wühr (de) : M. Kienbaum

## Classification
On sait peu de choses sur les exigences de montage du FSK pour la version cinéma. Les versions ultérieures sur cassette vidéo sont soumises à l'Agence fédérale de contrôle des écrits préjudiciables aux mineurs (de) (BPjS). En 1979, elle décide d'ajouter la cassette vidéo à la liste des écrits préjudiciables aux mineurs. La raison invoquée est que la cassette est susceptible de mettre moralement en danger les enfants et les jeunes et de les désorienter socialement et éthiquement.
Le fournisseur VPS s'y oppose. Les films (trois cassettes vidéo contenant chacune deux épisodes du film original) ne sont pas de nature pornographique et ne furent pas réalisés dans l'intention de stimuler sexuellement les spectateurs, mais fournissent plutôt des informations sur des événements réels. Cependant, dans une décision unanime du 11 février 1982, la BPjS classe les films comme pornographiques « parce qu'ils montrent le corps humain nu et des rapports sexuels dans le but d'exciter sexuellement le spectateur ».
En référence au titre général Schulmädchen-Report, la critique est que la prétention de décrire un comportement typique des écolières transmet aux jeunes un modèle qui aurait des conséquences dévastatrices telles que des rapports sexuels précoces pour la réputation, le plaisir et le sport. Il est fait référence aux « nombreux "jeunes" anonymes » dont le producteur avait abusé pour ses films. D’un autre côté, les jeunes hommes pourraient être induits en erreur en leur faisant croire que « les filles et les femmes sont toujours des objets de plaisir désireux et disposés à changer de partenaire ». Cela pourrait également inciter des jeunes instables à commettre des actes criminels.
En mai 2006, le nouveau distributeur Kinowelt tente à nouveau de faire retirer le film de la liste des médias nuisibles aux mineurs, car les enfants et les jeunes d'aujourd'hui ne peuvent donc voir et classer le film que comme un document contemporain et que le film leur semble plutôt (involontairement) étrange, voire carrément ridicule. Cependant, en 2007, le panel de douze membres du Centre fédéral pour la protection des médias pour l'enfance et la jeunesse décide que le film ne peut être montré aux mineurs, toujours pour les mêmes raisons.